# Inter Cars
Inter Cars S.A. – spółka dominująca Grupy Kapitałowej Inter Cars. Spółka notowana od 2004 na warszawskiej Giełdzie Papierów Wartościowych. Inter Cars to lider w sprzedaży części zamiennych w krajach Europy Środkowo-Wschodniej i drugie największe tego typu przedsiębiorstwo w Europie.
Firma posiada sprzedaż naziemną w postaci ponad 600 filii w 20 krajach Europy (Polska, Rumunia, Bułgaria, Belgia, Niemcy, Węgry, Czechy, Ukraina, Litwa, Łotwa, Słowacja, Grecja, Chorwacja, Estonia, Mołdawia, Serbia, Słowenia, Bośnia i Hercegowina, Włochy, Wielka Brytania).

## Lider w dystrybucji części zamiennych
Inter Cars od lat jest liderem w dystrybucji części zamiennych do samochodów osobowych i ciężarowych na polskim rynku motoryzacyjnym.
W ofercie firmy znaleźć można m.in. części zamienne do pojazdów osobowych i użytkowych, akumulatory, opony, oleje, a także części do motocykli, maszyn rolniczych i przemysłowych, wyposażenie warsztatów, akcesoria dla kierowców oraz produkty dla branży marine. Poza częściami GK Inter Cars dostarcza warsztatom samochodowym wszystko to, co niezbędne do naprawy pojazdów: oprogramowanie, szkolenia oraz finansowanie. Harmonijnie rozwija się na wielu europejskich rynkach, dzięki czemu wg statystyk za 2023 rok, znalazła się na 1. miejscu w Europie Środkowo-Wschodniej, na 2. miejscu w skali całego kontynentu, a także na 6. pozycji w rankingach światowych pod względem sprzedaży. Zajmuje również 1. miejsce w Europie w sprzedaży części do pojazdów użytkowych.

## Struktura organizacyjna
Grupa Kapitałowa Inter Cars to przede wszystkim Inter Cars Spółka Akcyjna oraz spółki międzynarodowe. Dodatkowo w portfolio znajduje się część spółek, których Inter Cars jest właścicielem lub współwłaścicielem. Mowa między innymi o ILS (spółce logistycznej), InterMeko (europejskim laboratorium badawczym), Lauber oraz Feber.

### Skład Grupy Kapitałowej Inter Cars
Grupę Kapitałową Inter Cars tworzy Inter Cars S.A. jako jednostka dominująca oraz 40 jednostek, w tym 35 spółek bezpośrednio zależnych, 2 spółki współkontrolowane, 3 spółki pośrednio zależne. Ponadto Grupa posiada udziały w jednej jednostce stowarzyszonej. Inter Cars S.A., tj. jednostka dominująca jest notowana na Giełdzie Papierów Wartościowych w Warszawie S.A. w systemie notowań ciągłych. Kluczową rolę w Grupie odgrywają:Inter Cars S.A.
Spółka dominująca w Grupie, której siedziba główna mieści się w Warszawie. Od 2004 roku jest ona notowana na Giełdzie Papierów Wartościowych w Warszawie. Poza Spółką dominującą w skład Grupy wchodzą:
ILS Sp. z o.o.
Spółka odpowiedzialna za dostarczanie kompleksowych usług logistycznych związanych z magazynowaniem i obsługą towarów dla spółek z Grupy Inter Cars oraz firm zewnętrznych.
Feber
Zakład produkcji pojazdów, który oferuje między innymi wywrotki z aluminiowymi i stalowymi skrzyniami, naczepy burtowe, specjalistyczne i eksportowe, przyczepy i wózki dwuosiowe. Ponadto Spółka prowadzi wypożyczalnię pojazdów specjalistycznych oraz realizuje naprawy powypadkowe.
Lauber Sp. z o.o.
Jedna z największych fabryk zajmujących się regeneracją części samochodowych w Europie Środkowo-Wschodniej. Części regenerowane w Lauber spełniają normy nowego produktu i posiadają dwuletnią gwarancję.
Q-Service Truck Sp. z o.o.
Spółka prowadząca specjalistyczny warsztat zajmujący się głównie przeglądami i naprawami pojazdów użytkowych (autoryzowany do napraw skrzyń biegów ZF). Autoryzowany dealer aut marki Isuzu. Podmiot odpowiadający za dystrybucję i budowę sieci dealerskiej marki Ford Trucks w Polsce.
Armatus sp. z o.o.
Dealer pojazdów ciężarowych i dostawczych BYD Trucks – firmy będącej jednym z liderów pojazdów zeroemisyjnych na świecie.

## Władze spółki
Najwyższym organem Spółki jest Walne Zgromadzenie, które między innymi wybiera członków jej Rady Nadzorczej. Szczegółowe kompetencje Walnego Zgromadzenia określa Statut Inter Cars S.A. Zasady uczestniczenia w Walnym Zgromadzeniu oraz wykonywania prawa głosu są regulowane przez Regulamin Obrad Walnego Zgromadzenia. Zawiera on także postanowienia, które dotyczą trybu zwoływania i odwoływania Walnego Zgromadzenia, jego otwarcia, przebiegu obrad oraz sposobu przeprowadzenia wyborów.

## Zarząd spółki
Zarząd Inter Cars S.A. jest organem zarządzającym i wykonawczym Spółki. Do składania i podpisywania oświadczeń w imieniu Spółki wymagane jest współdziałanie dwóch członków Zarządu łącznie lub działanie członka Zarządu łącznie z prokurentem. Kadencja Zarządu trwa cztery lata, obecna rozpoczęła się 31 maja 2022 roku. Decyzja o składzie Zarządu podejmowana jest przez Radę Nadzorczą, zgodnie z przepisami powszechnie obowiązującego prawa oraz Statutem Spółki. Spółka nie posiada polityki różnorodności wobec Zarządu.
Od 1 stycznia 2024 roku, po uzupełnieniu składu Zarządu, wchodzą do niego:
• Maciej Oleksowicz – Prezes Zarządu,
• Krzysztof Soszyński – Wiceprezes Zarządu,
• Wojciech Aleksandrowicz – Członek Zarządu,
• Wojciech Twaróg – Członek Zarządu,
• Piotr Zamora – Członek Zarządu.

## Członkostwo w stowarzyszeniach
Spółka Inter Cars S.A. jest członkiem Stowarzyszenia Dystrybutorów i Producentów Części Motoryzacyjnych (SDCM). Krzysztof Soszyński, Wiceprezes Zarządu Inter Cars S.A. pełni funkcję członka zarządu SDCM. Samo Stowarzyszenie zaś jest członkiem CLEPA (Europejskiego Stowarzyszenia Producentów Części Samochodowych) i FIGIEFA (Międzynarodowej Federacji Niezależnych Dystrybutorów Motoryzacyjnych).
Inter Cars S.A. należy również do założycieli Forum on Automotive Aftermarket Sustainability (FAAS) - nowego europejskiego stowarzyszenia non-profit, powołanego do życia przez organizacje CLEPA i FIGIEFA, którego celem jest monitorowanie postępów w zakresie zrównoważonego rozwoju i promowanie ekologicznych praktyk oraz rozwiązań na motoryzacyjnym rynku wtórnym.

## Historia firmy
Inter Cars to firma rodzinna, która została założona w 1990 roku przez Krzysztofa Oleksowicza, Piotra Oleksowicza oraz Andrzeja Oliszewskiego. Początkowo skupiała się na polskim rynku i na częściach do samochodów osobowych. Z czasem Inter Cars rozpoczął ekspansję zagraniczną – pierwszym krajem poza Polską, w którym prowadził sprzedaż naziemną była Ukraina (od 2000 roku). Konsekwentnie rosła też liczba segmentów rynkowych obsługiwanych przez Inter Cars – została powiększona m.in. o asortyment do samochodów ciężarowych, maszyn rolniczych a nawet o części do łodzi i jachtów.
W 2004 Inter Cars zadebiutował na Giełdzie Papierów Wartościowych w Warszawie. Dwa lata później odnotowano pierwszy miliard przychodu. W 2013 roku Inter Cars otrzymał tytuł Giełdowej Spółki Roku oraz certyfikat Wiarygodności Biznesowej i Specjalną Nagrodę Ministra Skarbu Państwa. Cztery lata później w podwarszawskim Zakroczymiu otwarto Europejskie Centrum Logistyki i Rozwoju ILS. ILS to logistyczna spółka podlegająca pod władze Inter Cars, której prezesem jest Wojciech Aleksandrowicz, od 2024 r. także członek zarządu Inter Cars S.A.
Od wielu lat Inter Cars znajduje się w czołówce rankingów dot. firm o polskim kapitale. W 2023 r. ponownie firma została umieszczona na „Liście 2000” dziennika „Rzeczpospolita” będącej zestawieniem największych polskich firm pod względem przychodów ze sprzedaży.

### Dotychczasowi prezesi
Od założenia firmy, funkcję prezesa zarządu Inter Cars pełniły trzy osoby:
1990-2010               Krzysztof Oleksowicz
2010-2017               Robert Kierzek
2017-do dzisiaj        Maciej Oleksowicz